# Meri, Prahova
Meri este un sat în comuna Drăgănești din județul Prahova, Muntenia, România.
În 1861, era un cătun în satul Drăgănești, plasa Câmpu.
În 2011, satul avea o populație de 1049 de locuitori.